# París-Niza 1938
La París-Niza 1938 fue la sexta edición de la París-Niza, que se disputó entre el 23 y el 27 de marzo de 1938. La carrera fue ganada por el belga Jules Lowie, del equipo Mercier-Hutchinson, por delante Albertin Disseaux (Helyett-Hutchinson) y Antoine van Schendel (France Sport-Wolber). La prueba se decidió por un escaso margen de tiempo, puesto que menos de un minuto separó el primero del segundo clasificado de la general.
Se crea una clasificación por puntos que también gana Jules Lowie. Por equipos, se impone el conjunto Mercier-Hutchinson.
El reglamento vuelve a modificarse. Se permite el cambio de ruedas entre corredores del mismo equipo. Se elimina la crontrarreloj por equipos y la eliminación por retraso en la clasificación general.

## Participantes
En esta edición de la París-Niza  preneren parte 70 corredores divididos en 7 equipos: Urago-Wolber, France Sport-Wolber, Genial Lucifer-Hutchinson, Lucien Michard-Wolber, Tendil-Hutchinson, Helyett-Hutchinson y Mercier-Hutchinson. La prueba lo acabaron 26 corredores. Por primera vez en la historia de la prueba no hay corredores individuales.

## Resultados de las etapas
| Etapas    | Fecha       | Recorrido            | Km     | Vencedor de etapa    | Líder de la general |
| --------- | ----------- | -------------------- | ------ | -------------------- | ------------------- |
| 1.ª etapa | 23 de marzo | París-Nevers         | 219 km | Pierre Jaminet       | Pierre Jaminet      |
| 2.ª etapa | 24 de marzo | Nevers-Saint-Étienne | 230 km | Auguste Mallet       | Albertin Disseaux   |
| 3.ª etapa | 25 de marzo | Saint-Étienne-Orange | 186 km | Raymond Lemarie      | Albertin Disseaux   |
| 4.ª etapa | 26 de marzo | Orange-Marsella      | 230 km | René Debenne         | Albertin Disseaux   |
| 5.ª etapa | 27 de marzo | Marsella -Niza       | 265 km | Antoine van Schendel | Jules Lowie         |

## Etapas

### 1.ª etapa
23-03-1938. París-Nevers, 219 km.
Salida real en el Carrefour de la Belle Épine de Thiais
|   | Ciclista          | Equipo                    | Tiempo     |
| - | ----------------- | ------------------------- | ---------- |
| 1 | Pierre Jaminet    | Genial Lucifer-Hutchinson | 5h 48' 16" |
| 2 | Jean Fréchaut     | France Sport-Wolber       | m. t.      |
| 3 | Albertin Disseaux | Helyett-Hutchinson        | m. t.      |

### 2.ª etapa
24-03-1938. Nevers-Saint-Étienne, 230 km.
|   | Ciclista          | Equipo             | Tiempo     |
| - | ----------------- | ------------------ | ---------- |
| 1 | Auguste Mallet    | Helyett-Hutchinson | 6h 02' 25" |
| 2 | Albertin Disseaux | Helyett-Hutchinson | m. t."     |
| 3 | Jules Lowie       | Mercier-Hutchinson | +2' 19"    |

### 3.ª etapa
25-03-1938. Saint-Étienne-Orange, 186 km.
|   | Ciclista        | Equipo                    | Tiempo     |
| - | --------------- | ------------------------- | ---------- |
| 1 | Raymond Lemarie | Genial Lucifer-Hutchinson | 5h 27' 46" |
| 2 | Jean Fréchaut   | France Sport-Wolber       | m. t.      |
| 3 | Karl Litschi    | Urago-Wolber              | m. t.      |

### 4.ª etapa
26-03-1938. Orange-Marsella, 230 km.
|   | Ciclista       | Equipo                    | Tiempo     |
| - | -------------- | ------------------------- | ---------- |
| 1 | René Debenne   | Mercier-Hutchinson        | 5h 50' 06" |
| 2 | Pierre Jaminet | Genial Lucifer-Hutchinson | m. t.      |
| 3 | André Auville  | Genial Lucifer-Hutchinson | m. t.      |

### 5.ª etapa
27-03-1938. Marsella-Niza, 265 km.
Llegada situada al Muelle de los Estados Unidos. Albertin Disseaux, líder desde la segunda etapa, solo tiene 30 segundos de ventaja respecto a Jules Lowie. Este consigue llevarse la prueba gracias a un ataque a 7 km de meta.
|   | Ciclista             | Equipo              | Tiempo     |
| - | -------------------- | ------------------- | ---------- |
| 1 | Antoine van Schendel | France Sport-Wolber | 7h 33' 00" |
| 2 | Julián Berrendero    | France Sport-Wolber | + 34"      |
| 3 | Jules Lowie          | Mercier-Hutchinson  | m. t.      |

## Clasificaciones finales

### Clasificación general[1]
|    | Ciclista             | Equipo                    | Tiempo      |
| -- | -------------------- | ------------------------- | ----------- |
| 1  | Jules Lowie          | Mercier-Hutchinson        | 30h 45' 20" |
| 2  | Albertin Disseaux    | Helyett-Hutchinson        | + 54"       |
| 3  | Antoine van Schendel | France Sports-Wolber      | + 1' 47"    |
| 4  | Pierre Jaminet       | Genial Lucifer-Hutchinson | + 2' 22"    |
| 5  | Georges Christiaens  | Mercier-Hutchinson        | + 2' 31"    |
| 6  | Gaston Rebry         | Mercier-Hutchinson        | m. t.       |
| 7  | Julián Berrendero    | France Sport-Wolber       | + 5' 09"    |
| 8  | Raymond Louviot      | Mercier-Hutchinson        | + 6' 35"    |
| 9  | Joseph Magnani       | Urago-Wolber              | + 6' 52"    |
| 10 | Karl Litschi         | Urago-Wolber              | + 7' 02"    |

## Evolución de las clasificaciones
| Etapa(Vencedor)                | Clasificación general |
| ------------------------------ | --------------------- |
| Etapa 1 (Pierre Jaminet)       | Pierre Jaminet        |
| Etapa 2 (Auguste Mallet)       | Albertin Disseaux     |
| Etapa 3 (Raymond Lemaire)      | Albertin Disseaux     |
| Etapa 4 (René Debenne)         | Albertin Disseaux     |
| Etapa 5 (Antoine van Schendel) | Jules Lowie           |